# Chlorid iridnatý
Chlorid iridnatý je anorganická sloučenina s chemickým vzorcem IrCl2.

## Příprava
Chlorid iridnatý lze připravit reakcí práškového kovového iridia s plynným chlorem za zvýšené teploty:
Ir + Cl2 → IrCl2
Lze jej také připravit redukcí chloridu iriditého kovovým iridiem:
2 IrCl3 + Ir → 3 IrCl2

## Vlastnosti
Chlorid iridnatý je tmavě zelená lesklá krystalická látka, která je prakticky nerozpustná ve vodě. Je slabě rozpustná v kyselinách a zásadách. Při zahřátí na teplotu 773 °C se chlorid iridnatý rozkládá bez tání:
2 IrCl2 → 2 IrCl + Cl2
Při teplotě nad 798 °C se chlorid iridnatý kompletně rozkládá:
IrCl2 → Ir + Cl2